# Український проїзний документ дитини
Український проїзний документ дитини — це колишній документ, який використовувався для виїзду за кордон, який видається громадянам України, які не досягли 18 років (16 — у деяких випадках).
Проїзний документ дитини видавався на 3 роки і він має лише 8 (або теоретично 16 або 32 сторінки). Проїзний документ дитини — це фактично міжнародний паспорт (підтип PR). Він відповідає міжнародним стандартам, наприклад, він має два машиночитані рядки внизу першої сторінки. Як і в українському паспорті, інформація в документі наведена українською та англійською мовами. Дорожній документ дитини оформляється кольоровою фотографією.
Ім'я та прізвище у проїзному документі дитини за замовчуванням транслітерується з української на англійську згідно з національною системою транслітерації (1996). Однак у батька дитини є можливість запитувати бажане написання англійською мовою імені та прізвища.
Потрібно надати нотаріально завірену заяву обох батьків на отримання проїзного документа дитини.
Не видається з 1 квітня 2015 року.